# エリシュカ・ユンコヴァー
エリシュカ・ユンコヴァー（チェコ語: Eliška Junková、1900年11月16日 - 1994年1月5日）とは、チェコスロバキアのレーシングドライバー。女性として初めてグランプリで優勝するなど、レース史上偉大な女性ドライバーの一人とみなされている。別名エリザベス・ジュネック（ユネク）（Elisabeth Junek）。

## 生涯
1900年11月16日、オーストリア＝ハンガリー帝国モラヴィアのオロモウツで生まれる。父親は鍛冶屋で、8人兄弟の6番目。出生名はアルジュビェタ・ポスピーシロヴァー　(Alžběta Pospíšilová) 。
16歳の時、プラハ信用金庫銀行オロモウツ支店に就職。そこで年上の青年銀行家 "チェニェク (Čeněk) " ことヴィンツェンツ・ユネク (Vincenc Junek) と出会い、その後結婚する。
エリシュカはいつか世界中を旅行したいと考え、多言語を学んでいた。銀行に入れたのもそのおかげで、エリシュカはブルノ、プラハ勤務を経て、フランス、ジブラルタルに赴任する。希望は北アフリカ、ロンドン、セイロンだったがそれは叶わなかった。
パリで夫のチェニェクと再会。夫は自動車が趣味で、それに存分にお金を使えるほどの蓄えをしていた。エリシュカは最初、自動車に興味がなかったが、次第にスポーツカー、とくにブガッティにぞっこんになった。
1922年、二人はプラハに帰国。夫は本格的にレースに参加しはじめ、 ズブラスラフ〜イーロヴィシュチェ間のヒルクライムで優勝。エリシュカも特訓の末、免許を取得する。
同年、二人はメルセデス・ベンツと、フランスグランプリで初お目見えしたブガッティ・タイプ30を購入。当初エリシュカはライディング・メカニック（故障に備えてレーサーと同乗するメカニック）として参加していたが、戦争で負傷した手の怪我のせいで夫がギアチェンジできなくなり、エリシュカが代わってハンドルを握ることになった。エリシュカの最初のプロレースは1923年。この時は夫と一緒だったが、翌年には個人で出走、ロホティーン〜トゥジェモシュナー間のレースではツーリングカー部門で優勝し、世界に名を知られるようになった。1925年のズブラスラフ〜イーロヴィシュチェ間レースでも1位になり、夫婦はお祝いに（また規定変更でライディング・メカニックの同乗が禁止されたため）2台目のブガッティを購入した。エリシュカは当時最高の男性レーサーたちと走り、「ステアリングホイールの女王」とヨーロッパ中から称えられた。この頃、名前を英語風にエリザベスと改めた。

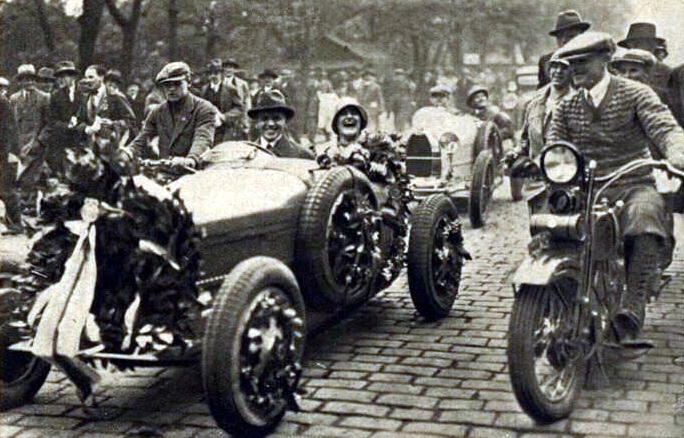
タルガ・フローリオでのエリシュカ(1928年頃)

1926年、エリシュカはスイスのクラウセンパス・ヒルクライムで準優勝。さらに、荒れたぬかるみのコースでスピードだけでなく耐久力も必要なシチリア島で開催のタルガ・フローリオにも出場した。
エリシュカには天性のドライビング・テクニックがあったが、それだけではなく、レース前にコースを下見して、目印になるところをチェック、コーナーはどのコースを取れば最適かまで調べ上げる、当時としては画期的な分析家でもあった。結果は途中でクラッシュしてしまったが、寸前まで4位につけていた。
その直後に出たドイツのニュルブルクリンクでのレースでは、2リッタースポーツカー部門で優勝した。
1928年のタルガ・フローリオに照準を合わせて、ブガッティ・タイプ35Bを購入。この車でライバルの男性レーサーと対等な立場に立てた。1周目は4位で、ルイ・シロンに遅れを取ったが、2周目は逆転してリード。しかし最終ラップでトラブルに巻き込まれる。5位に終わったものの、ルイジ・ファジオーリ、ルネ・ドレフュス、エルネスト・マセラティ、タツィオ・ヌヴォラーリといった名だたる有名男性ドライバーよりも順位は上だった。

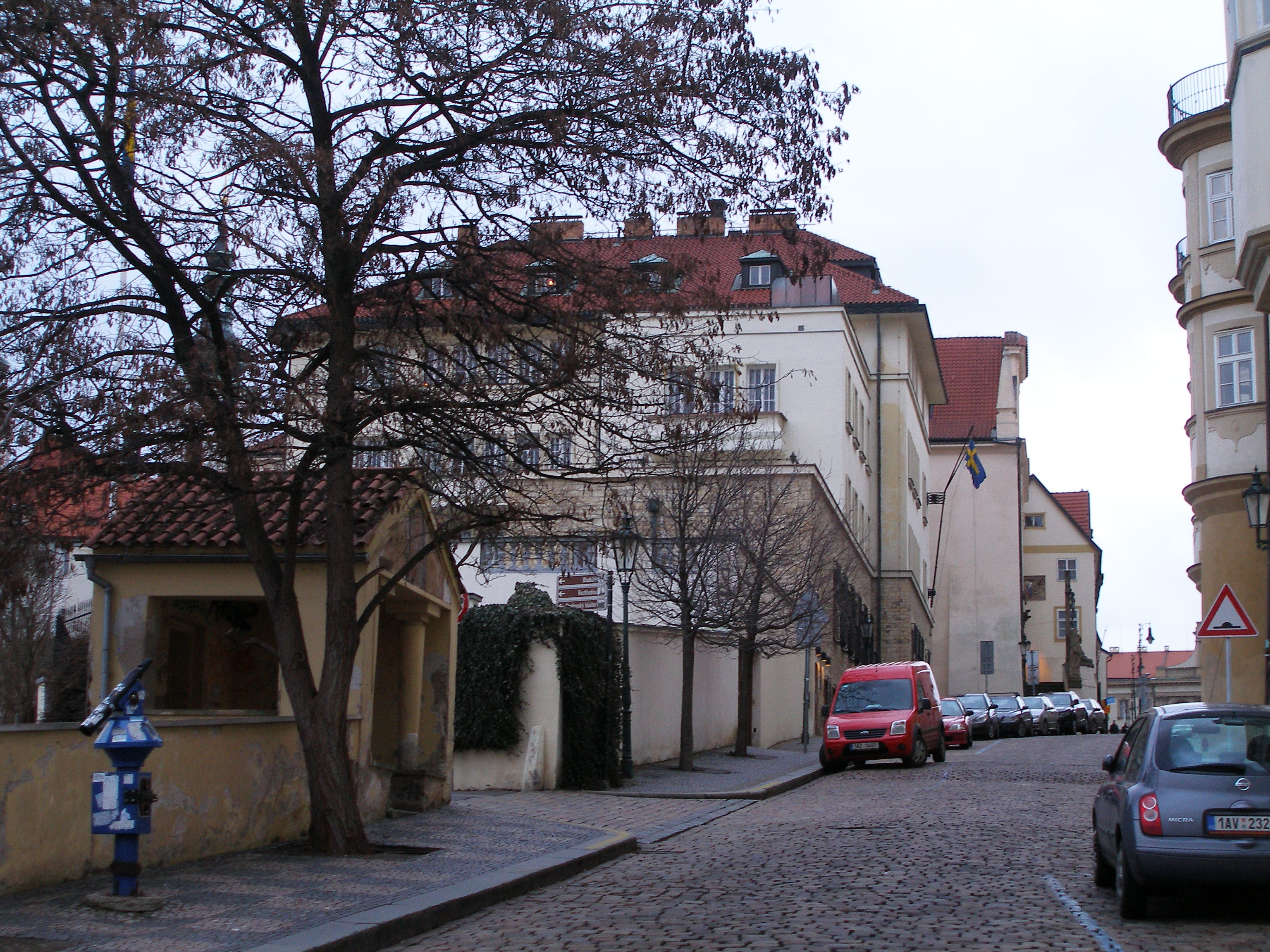
暮らしていたプラハの家(2012年、Jan Polák撮影)

1928年7月にニュルブルクリンクのドイツグランプリに夫と参加。夫が運転したが、コースを外れ事故死してしまう。悲しみに暮れるエリシュカは所有していた車を売払い、子供の時の夢だった旅行に行くことにする。目的地はセイロン。ブガッティの創業者エットーレ・ブガッティが新車のツーリングカーを贈り、さらにアジアでのビジネス展開のためにエリシュカを雇った。
第二次世界大戦後に再婚。しかし、1948年から1964年まで、チェコスロバキアの共産主義政権はエリシュカの海外渡航を許可しなかった。モーターレースの世界でも忘れられた存在となった。
1989年、鉄のカーテンが消滅。その同じ年、復活したブガッティの集まりがアメリカ合衆国で行われることになり、89歳だったエリシュカは医師の反対を押し切って、名誉ゲストとして出席した。
1994年1月5日、プラハで死去。93歳だった。